# Sibon lamari
Espèce
Statut de conservation UICN

 EN B1ab(iii) : En danger
Sibon lamari  est une espèce de serpents de la famille des Dipsadidae.

## Répartition
Cette espèce est endémique du Costa Rica.

## Description
L'holotype de Sibon lamari, un mâle adulte, mesure 589 mm dont 200 mm pour la queue.

## Étymologie
Cette espèce est nommée en l'honneur de William W. Lamar.

## Publication originale
- Solorzano, 2001 : Una nueva especie de serpiente del genero Sibon (Serpentes: Colubridae) de la vertiente del Caribe de Costa Rica. Revista de Biologia Tropical, vol. 49, no 3-4, p. 1111-1120 (texte intégral).